# Međunarodna konvencija o sprječavanju onečišćenja s brodova
Međunarodna konvencija o sprječavanju onečišćenja s brodova, poznata po kratici MARPOL (od eng. Maritime polution) je međunarodni ugovor kojem je cilj potpuno eliminiranje namjernog ili slučajnog onečišćenja morskog okoliša s brodova, svim štetnim tvarima za ljude, ostala živa bića, i korištenje mora. 
MARPOL konvencija potpisana je 17. veljače 1973. u Londonu, međutim nije stupila na snagu. Preinačena je Protokolom iz 1978. Sadašnja Konvencijam kombinacija Konvencije iz 1973. i Protokola iz 1978., stupila je na snagu 2. listopada 1983. Na dan 31. prosinca 2005. 136 država čije flote predstavljaju 98% svjetske brodske tonaže, stranke su Konvencije (Hrvatska je stranka Konvencije).

## Pravila MARPOLA-a
1. Sprječavanje onečišćenja mora uljima.
2. Sprječavanje onečišćenja mora kemikalijama u rasutom stanju
3. Sprječavanje onečišćenja mora štetnim opasnim tvarima u posebnim pakovanjima, kontejnerima ili prijevoznim tankovima
4. Sprječavanje onečišćenja mora fekalijama s brodova
5. Sprječavanje onečišćenja mora smećem i otpadom s brodova
6. Sprječavanje onečišćenja atmosfere - emisijom dima i plinova s brodova